# Tete Cohete
Tete Cohete est une bande dessinée espagnole illustrée par Francisco Ibáñez, appartenant à la franchise Mortadel et Filémon, éditée en 1981.

## Synopsis
Tete Cohete est le fils d'un voisin de Mortadel. Il l'a emmené à la T.I.A. pour découvrir l'intérieur de l'organisation. Tete Cohete est un passionné de mécanique, de voitures et de moteurs. Grâce à ce hobby, il va semer le chaos au sein de la T.I.A.

## Édition
La bande dessinée est publiée en 1981 dans le magazine Mortadelo dans les nos 538 à 545 et 550 à 551
La bande dessinée sert de présentation à un nouveau personnage de Francisco Ibáñez, Tete Cohete, dont les bandes dessinées ont commencé à être publiées en 1982 pour la nouvelle étape du magazine Pulgarcito.